# Syczoń krzykliwy
Syczoń krzykliwy, syczek krzykliwy (Megascops asio) – gatunek ptaka z rodziny puszczykowatych (Strigidae). Jedyna mała sowa wschodniej Ameryki Północnej mająca „uszy” z piór.

## Taksonomia
Takson ten był dawniej łączony w jeden gatunek z syczoniem zachodnim (Megascops kennicottii). Za jego podgatunki uznawano niekiedy syczonia samotnego (M. seductus) i namorzynowego (M. cooperi). Międzynarodowy Komitet Ornitologiczny (IOC) wyróżnia obecnie 5 podgatunków:
- M. a. maxwelliae (Ridgway, 1877)
- M. a. asio (Linnaeus, 1758)
- M. a. hasbroucki (Ridgway, 1914)
- M. a. mccallii (Cassin, 1854)
- M. a. floridanus (Ridgway, 1874)

Na liście ptaków świata opracowywanej we współpracy BirdLife International z autorami Handbook of the Birds of the World (5. wersja online: grudzień 2020) wyróżniany jest jeszcze podgatunek naevius. IOC wlicza tę populację do podgatunku nominatywnego. Ponadto opisano podgatunki swenki (włączony do maxwelliae) i semplei (włączony do mccallii).

## Morfologia
Długość ciała 18–26 cm. Znane są dwie odmiany barwne: Odmiana czerwona – wierzch ciała cynamonowordzawy, rdzawa szlara i biały spód, z rdzawymi kreskami i prążkami. Odmiana szara – wierzch szarobrązowy, w brązowe kreski; brew i kantar białe, spód ciała biały, w gęste ciemnobrązowe kreski. U obu odmian tęczówki są żółte. Szlara obwiedziona szeroką, czarną smugą, która przechodzi na gardło. Obie płci są podobne. Młode ptaki są w brązowe i białe prążki; u odmiany czerwonej prążki są rdzawo obrzeżone.

## Zasięg, środowisko
Zadrzewienia oraz lasy środkowej, wschodniej i południowo-wschodniej części Ameryki Północnej (od południowo-wschodniej i środkowo-wschodniej Kanady po północno-wschodni Meksyk).

## Ekologia
Gniazduje w dziuplach (często tych wykutych przez dzięcioły) lub szczelinach. Chętnie korzysta z budek lęgowych. Nie buduje gniazda. Samica wykonuje swoim ciałem zagłębienie w materiale znajdującym się na dnie dziupli – kawałkach drewna, gałązkach, piórach czy odchodach pozostałych po poprzednich lęgach. W zniesieniu 2–6 białych jaj, ich inkubacja trwa 27–34 dni. Pisklęta są pokryte białym puchem. W pełni opierzone stają się 26-30 dni po wykluciu, ale jeszcze przez 8–10 tygodni są zależne od rodziców i dostarczanego przez nich pożywienia.
W skład diety syczonia krzykliwego wchodzą różnego rodzaju drobne zwierzęta: ptaki (m.in. muchołówki, jaskółki, drozdy, jemiołuszki, zięby, z większych gatunków – sójki, gołębie, dzięcioły czy siewkowe), ssaki (w tym szczury, myszy, wiewiórki, krety i króliki), dżdżownice, owady, raki, żaby, kijanki czy jaszczurki. Czasami poluje też na nietoperze.

## Status
IUCN uznaje syczonia krzykliwego za gatunek najmniejszej troski (LC, Least Concern). W 2019 roku organizacja Partners in Flight szacowała liczebność światowej populacji na około 560 tysięcy dorosłych osobników. Trend liczebności populacji uznawany jest za spadkowy.

## Podgatunki
Międzynarodowy Komitet Ornitologiczny (IOC) wyróżnia 5 podgatunków:
- M. a. maxwelliae (Ridgway, 1877) – południowo-środkowa Kanada, północno-środkowe USA
- M. a. asio (Linnaeus, 1758) – południowo-wschodnia Kanada i północno-wschodnie USA do środkowych i wschodnio-środkowych USA
- M. a. hasbroucki (Ridgway, 1914) – południowo-środkowe USA
- M. a. mccallii (Cassin, 1854) – południowy Teksas (południowo-środkowe USA) po północno-wschodni Meksyk
- M. a. floridanus (Ridgway, 1874) – Luizjana do Florydy (południowo-wschodnie USA)